# Lek generyczny
Lek generyczny, lek odtwórczy, generyk – określenie leku będącego zamiennikiem leku oryginalnego, zawierającym tę samą substancję czynną. Leki generyczne, aby mogły być wprowadzone do obrotu, muszą mieć udowodniony:
- ten sam skład, muszą zawierać tę samą ilość substancji aktywnej. Mogą zawierać jednak inne substancje pomocnicze, pod warunkiem, że nie zmieniają one właściwości leku i nie wpływają na skuteczność,
- tę samą postać,
- tę samą dostępność biologiczną (biodostępność),
- takie samo działanie farmakologiczne.

Przed wprowadzeniem na rynek leku generycznego poddaje się go badaniu dostępności farmaceutycznej, dostępności biologicznej oraz biorównoważności.
Z badań biodostępności i biorównoważności zwolnione są leki zawierające wyłącznie substancje lecznicze dobrze rozpuszczalne w wodzie i dobrze przenikające przez błony biologiczne. Substancje te klasyfikowane są do grupy I w systemie BCS. Dla pozostałych substancji przeprowadza się badanie losów leku w ustroju (farmakokinetyki), najczęściej na grupie zdrowych ochotników.
Wprowadzenie leków generycznych do obrotu pozwala na znaczne ograniczenie kosztów farmakoterapii zarówno w skali państwa, jak i indywidualnego pacjenta. Leki generyczne są tańsze, ponieważ ich producenci nie są monopolistami. Producenci leków generycznych mogą rozpocząć ich produkcję po upływie okresu ochrony patentowej na dany lek, która trwa 20 lat z możliwością przedłużenia do 25. Dopuszczenie do obrotu wybranych leków generycznych (w zależności od ich rozpuszczalności, wchłanialności i toksyczności), może wymagać przeprowadzenia badania równoważności biologicznej.

## Dostępność leków generycznych w Polsce
W Polsce - na prośbę pacjenta - farmaceuta ma obowiązek wydać lek generyczny w tej samej dawce i odpowiedniej ilości, niezależnie od tego, czy na recepcie widnieje nazwa międzynarodowa czy handlowa leku.

## Zawartość leku generycznego
Leki generyczne nie są w żaden sposób gorsze od leków oryginalnych. Identyczność substancji czynnej w obydwu preparatach nie oznacza jednak, że lek oryginalny i zamiennik zawsze będą tak samo wpływały na pacjenta – substancje nie są tymi samymi preparatami. Środki wypełniające, stabilizujące i zanieczyszczenia, które wchodzą – obok substancji czynnej – w skład generyku są oczyszczane i syntezowane odmiennymi metodami. Różnice te nie mają wpływu na efekt leczniczy. Według badań różnica w przyswajalności leków generycznych i oryginalnych wynosi ok. 3,5%, co jest porównywalne z różnicami występującymi dla różnych partii tego samego leku oryginalnego.
Leki generyczne spełniają jednakowe - w stosunku do ich odpowiedników oryginalnych - kryteria w odniesieniu do ich jakości, skuteczności i bezpieczeństwa. Kryterium biorównoważności (czyli bezpieczeństwa i skuteczności) wystarcza do uprawomocnienia obecności leku generycznego na rynku. Czynnikami wpływającymi na zróżnicowanie leków są zarówno koszty przeprowadzenia badań (pomijanych lub przeprowadzanych na niewielką skalę przez firmy wprowadzające zamiennik na rynek), jak i problemy z zastosowaniem kryteriów definicyjnych biorównoważności w stosunku np. do leków o działaniu miejscowym. Jednak te same standardy dotyczą wszystkich leków. Tworząc generyk, można się oprzeć na badaniach skuteczności i bezpieczeństwa wykonanych dla leku oryginalnego, co dodatkowo korzystnie wpływa na cenę leku.

## Generyki w krajach rozwijających się
Od 2003 roku Światowa Organizacja Handlu (WTO) zezwoliła na eksport tanich (bez opłat patentowych) medykamentów do najbiedniejszych krajów. Działania WTO mające na celu zniesienie barier patentowych dla konkretnych preparatów wywołały szeroką dyskusję na temat mechanizmów obiegu i dostępu do leków. Zwolennicy takiego rozwiązania wskazują na konieczność wsparcia krajów, których budżety nie pozwalają na zakup oryginalnych leków. Przeciwnicy – w większości lobby farmaceutyczne – obawiają się przejęcia rynku medykamentów trzeciego świata przez firmy farmaceutyczne z Chin, Indii i Brazylii (główni producenci leków generycznych). Dopuszczenie do obiegu dużej ilości preparatów trudnych do skontrolowania może – w opinii producentów leków innowacyjnych – doprowadzić do zalania rynku światowego nielegalnymi substancjami.